# Mac App Store
Mac App Store je obchod s aplikacemi a online distribuční platforma provozovaná společností Apple, určena pro její počítače Mac s operačním systémem macOS (a dříve značené verze Mac OS X).
Mac App Store byl představen 20. října 2010 na akci Back to the Mac, pořádanou společností Apple. Spuštěn byl 6. ledna 2011 jako součást bezplatné aktualizace systému Snow Leopard (verze Mac OS X 10.6.6). V den spuštění obsahoval obchod podle prohlášení Applu více než 1000 bezplatných i placených aplikací pro Mac.
Mac App Store není jediný způsob, jak může uživatel do počítače nainstalovat aplikace (na rozdíl od App Storu pro mobilní zařízení, který je až na několik výjimek jedinou možností). Stahovat a instalovat aplikace lze na počítačích Mac například přímo z webových stránek vývojářů.

## Omezení
Podobně jako v App Store pro mobilní zařízení je i Mac App Store je regulován společností Apple. Aplikace musí před publikováním v App Store nejdříve projít schvalovacím procesem Applu. Ten přitom nepovoluje tyto typy aplikací:
- Software, který mění uživatelské rozhraní nebo chování Mac OS X
- Software, který není v souladu s pokyny Apple Macintosh Human Interface Guidelines.
- Software, který je podobný vzhledem či funkcí nějakému Apple produktu (například Mac App Store, Finder, iTunes, iChat, apod.).
- Software podobný jinému softwaru, který už v Mac App Store byl vydán. Například: Adobe Illustrator a CorelDraw, Photoshop Lightroom & Apple Aperture, Cinema 4D a 3D Max, atd.
- Software, který obsahuje nebo zobrazuje pornografii.
- Software, který obsahuje nebo nainstaluje rozšíření.
- Software, který poskytuje obsah nebo služby, jež mají omezenou platnost.
- Software, který nefunguje na aktuální verzi Mac OS.
- Beta, demo, trial, nebo testovací verze softwaru.
- Software licencovaný jen pod GPL (protože Podmínky používání Mac App store ukládají omezení neslučitelné s GPL).
- Aplikace, které používají zastaralé nebo volitelně instalované technologie. Například Java.

## Přijetí
Mac App Store byl spuštěn s více než 1000 aplikacemi 6. ledna 2011, včetně aplikací firmy Apple iWork '09, iLife '11, Aperture a aplikací třetích stran z iOS, například Angry Birds, Flight Control, Gravilux, a Twitter. Většina aplikací patřila do herní kategorie, která měla téměř třikrát více aplikací, než druhá největší kategorie Utility. Běžná cena se pohybovala mezi 20-50 dolary. Angry Birds, populární videohra na App Store pro mobilní zařízení, byla nejprodávanější aplikací prvním dnem Mac App Store.

## Problém s certifikáty
V listopadu 2015 došlo kvůli vypršení bezpečnostních certifikátů a přechodu na novější algoritmus SHA k problémům s načítáním App Store a spouštění aplikací z něj stažených. Aplikace v App Store často nedokázali spolupracovat s novějším šifrovacím algoritmem SHA-2 a vykazovaly tak problémové chování a pády. S problémy se App Store potýkal více než týden a po tu dobu vůbec nekomunikoval s vývojáři a za problém se omluvil až po delší době. Nyní by již problémy měli být opravené, další oprava zbývajících chyb se připravuje do následující aktualizace OS X.